# 日本馬匹輸送自動車

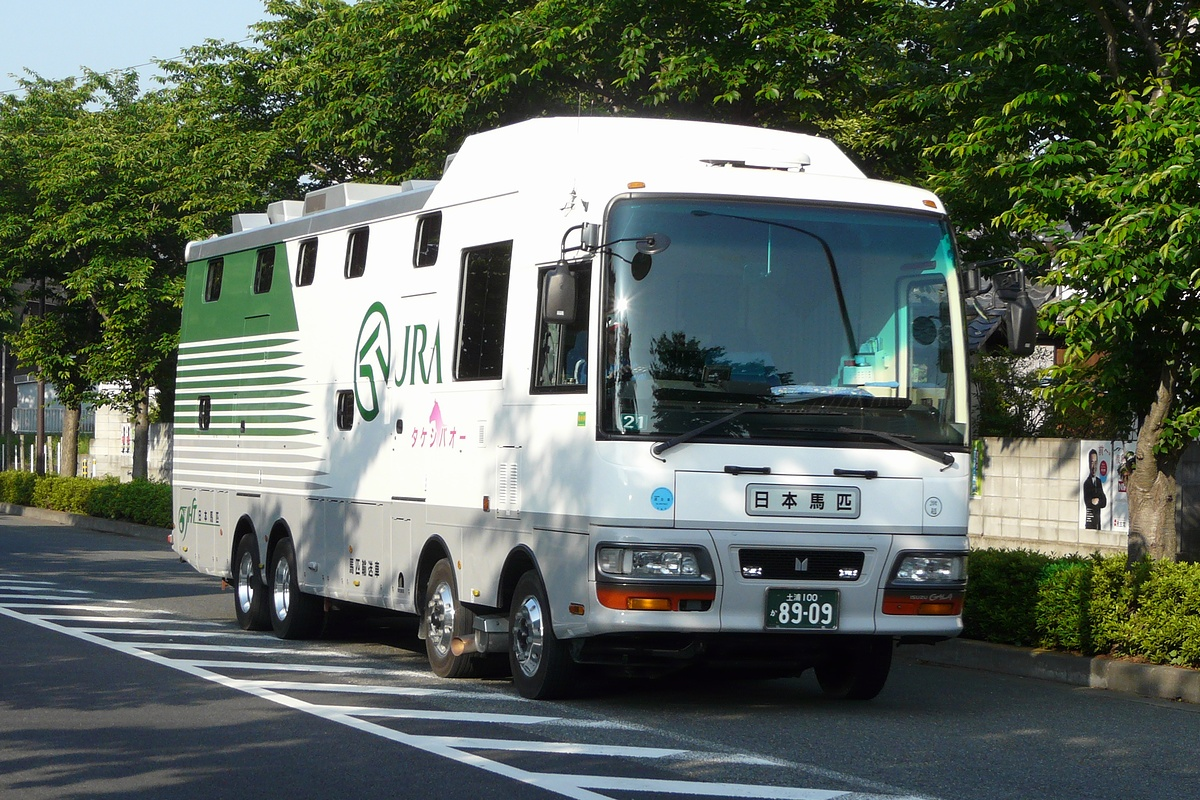
日本馬匹輸送自動車が保有する馬運車。
1969年天皇賞（春）覇者タケシバオーの名前が入る。

日本馬匹輸送自動車株式会社（にほんばひつゆそうじどうしゃ）は、東京都港区新橋に本社を、茨城県稲敷郡美浦村に営業所を置く、日本中央競馬会関連の物流会社である。
主に美浦トレーニングセンターに所属する競走馬の輸送を受け持つが、閑散期には競走馬輸送以外の案件も受け持つ。

## 概要
- 美浦営業所：茨城県稲敷郡美浦村美駒2500-30 (土浦ナンバー)
- 所有車両台数：90台（主に馬運車、リース契約含む）
  - 馬運車にはJRAのロゴマークやカンパニーカラー (グリーン)が塗装され、歴代の日本ダービー優勝馬や、JRA顕彰馬等、優秀な成績を挙げた著名な馬の名を各車両に冠している。